# Theodor Wilhelm Christian Martius

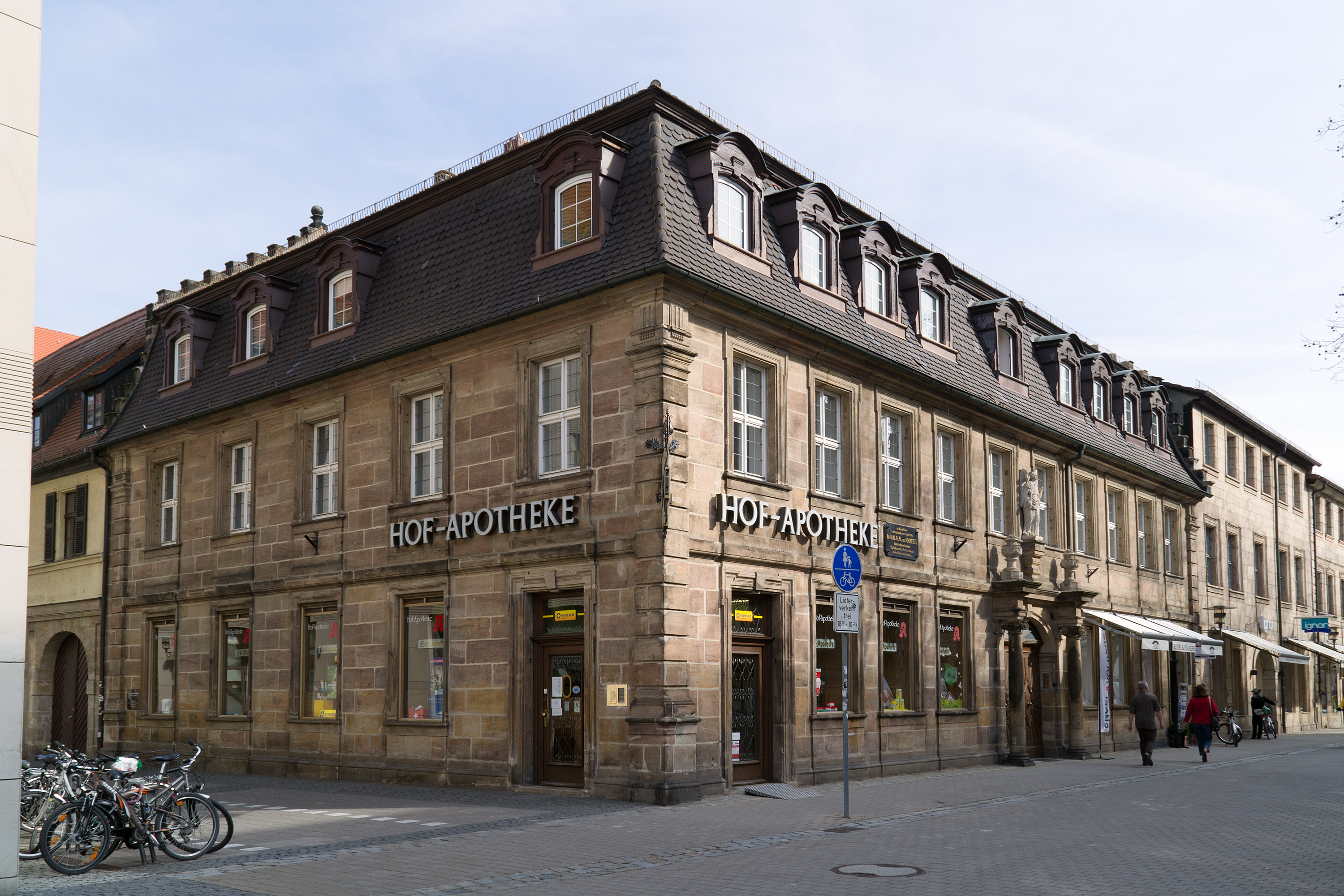
Die Hofapotheke in Erlangen am Neustädter Kirchenplatz 2

Theodor Wilhelm Christian Martius (* 1. Juli 1796 in Erlangen; † 15. September 1863 ebenda) war ein deutscher Apotheker  und Botaniker, Leiter der Hof-Apotheke in Erlangen sowie Honorarprofessor  für Pharmazie und Pharmakognosie an der Friedrich-Alexander-Universität. Sein offizielles botanisches Autorenkürzel lautet „T.Mart.“

## Leben
Theodor Martius war der jüngste Sohn des Hofapothekers Ernst Wilhelm Martius, der ab 1818 die neugeschaffenen Vorlesungen der Pharmazie an der Universität Erlangen hielt.
Der  Naturforscher, Botaniker und Ethnograph Carl Friedrich Philipp von Martius war sein älterer Bruder.
Theodor Martius besuchte das Gymnasium in Erlangen, absolvierte ab 1811 die Apothekerlehre in der elterlichen Hof-Apotheke, studierte ab 1813 Pharmazie an der Friedrich-Alexander-Universität und erhielt am 17. März 1817 die Approbation als Apotheker. Er promovierte am 15. Juni 1824 zum Dr. phil., übernahm die elterliche Hof-Apotheke und wirkte darüber hinaus ab 1825 als Privatdozent an der Universität. 
Martius erweiterte die von seinem Vater angelegte pharmakognostische Sammlung um 1841 Objekte aus Flora und Fauna und verschaffte ihr europaweite Bedeutsamkeit. Als Anerkennung für seine Verdienste um die Sammlung ernannte ihn die Universität 1838 zum Honorarprofessor. Am 12. November 1848 wurde er zum ao. Professor ernannt. Im Jahr 1856 vererbte er der Universität seine 1500 Bände umfassende Spezialbibliothek, die das Fach Pharmazie an der Universitätsbibliothek begründete und wenige Jahre später 1862 verkaufte er der Universität seine Sammlung, um diese der Nachwelt zu erhalten. Daneben wirkte er zeitweise lokalpolitisch und brachte sich in den Zeiträumen von 1832 bis 1837 und 1843 bis 1848  als zweiter Bürgermeister von Erlangen für die örtlichen Belange ein.
Theodor Wilhelm Christian Martius war Mitglied der Erlanger Freimaurerloge Libanon zu den drei Cedern. Er war Mitglied des Apothekervereins im nördlichen Teutschland, der Königlich Bayerischen Botanischen Gesellschaft zu Regensburg, der Gesellschaft zur Beförderung der gesammten Naturwissenschaften zu Marburg  sowie der Physikalisch-Medizinischen Sozietät Erlangen und wurde am 3. August 1837 unter der Präsidentschaft des Mediziners Christian Gottfried Daniel Nees von Esenbeck mit dem akademischen Beinamen Pomel unter der Matrikel-Nr. 1435 als Mitglied in die Kaiserliche Leopoldino-Carolinische Akademie der Naturforscher aufgenommen. 
Im Jahr 1838 erhielt er den Ehrenbecher der Stadt Erlangen, wurde 1843 Dr. med. h. c. (Ehrendoktor) der Universität Erlangen und 1858 mit dem Roten Adlerorden IV. Klasse ausgezeichnet. Im Jahr 1983 wurde ihm zu Ehren der Theodor-Martius Weg in Erlangen benannt.

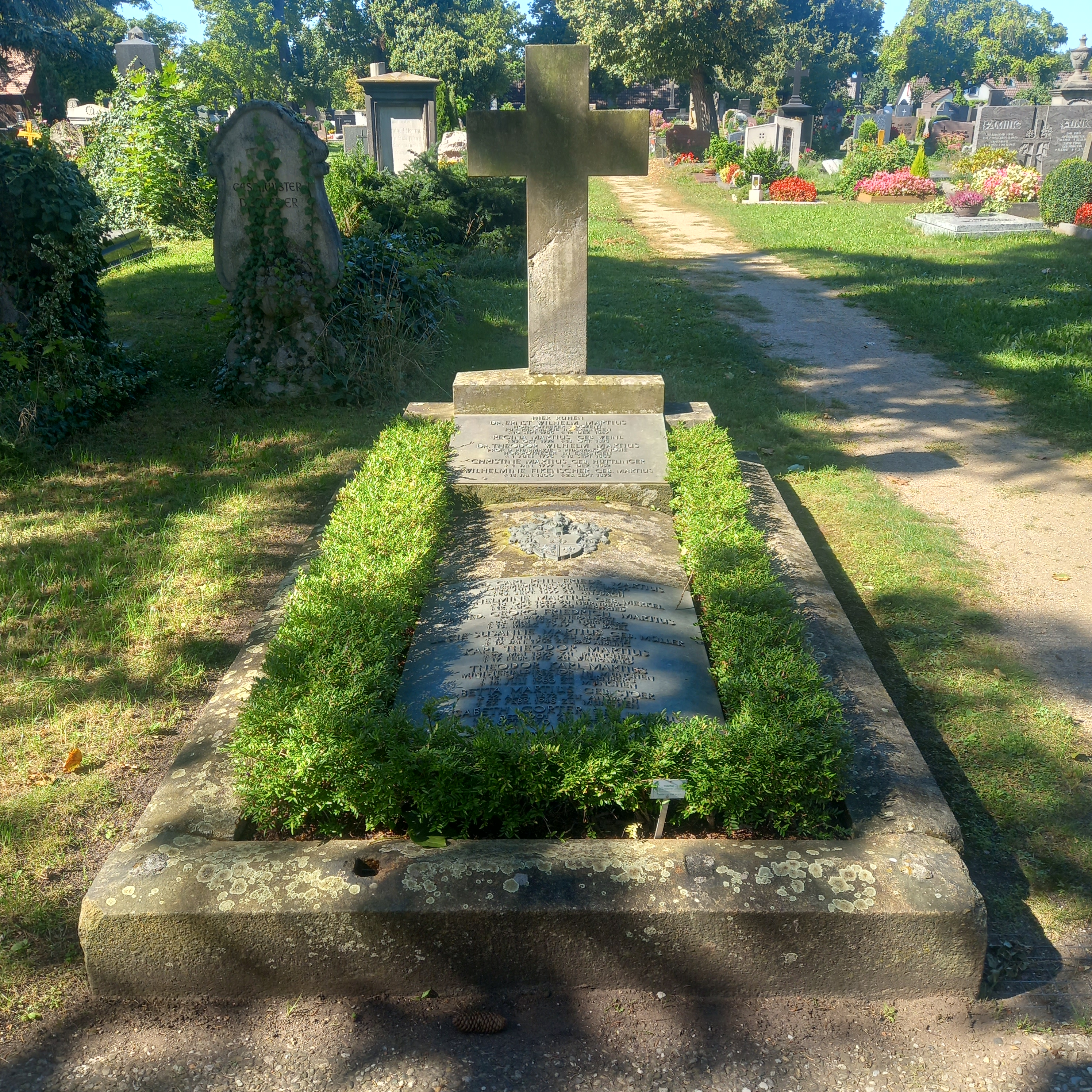
Grab Theodor Wilhelm und Ernst Wilhelm Martius

Theodor Martius war ab 20. April 1824 verheiratet mit Christine, geborene Hüttlinger, mit der er neun gemeinsame Kinder hatte. Er wurde, wie auch seine Eltern und seine Ehefrau, im Familiengrab Martius auf dem Neustädter Friedhof in Erlangen beigesetzt.

## Schriften (Auswahl)
- Grundriss der Pharmakognosie des Pflanzenreiches, zum Gebrauche bei akademischen Vorlesungen, so wie für Aerzte, Apotheker und Droguisten entworfen. J.J. Palm und E. Enke, Erlangen 1832 (archive.org)
- Lehrbuch der pharmaceutischen Zoologie für Apotheker, Gerichtsärzte, Medicin-Studirende, Droguisten und alle diejenigen, welche sich dem Studium der Pharmacie widmen wollen. Balz, Stuttgart 1838 (archive.org)